# Macrozona Econômica da Rússia Europeia e dos Urais
A Macrozona Econômica da Rússia Europeia e dos Urais (экономическая макрозона Европейской России и Урала, ekonomicheskaya makrozona Yevropeyskoy Rossii i Urala), é uma das dez Zonas e Macrozonas Econômicas da Rússia instituídas pelo Governo Federal para fins de planejamento econômico e do desenvolvimento regional.

## Composição
1. Região Econômica do Centro
2. Região Econômica Central da Terra Negra
3. Região Econômica de Kaliningrado
4. Região Econômica do Norte do Cáucaso
5. Região Econômica do Norte
6. Região Econômica do Noroeste
7. Região Econômica dos Urais
8. Região Econômica do Volga
9. Região Econômica Volgo-Viatski